# Martyna Dąbkowska
Martyna Dąbkowska (ur. 25 czerwca 1989 r. w Gdyni) – gimnastyczka, olimpijka z Aten 2004.
Najmłodsza polska uczestniczka igrzysk olimpijskich w 2004 roku. Wystartowała w wieloboju drużynowym w gimnastyce artystycznej zajmując wraz z koleżankami 10 miejsce.